# 公共、社會及個人服務界功能組別
公共、社會及個人服務界功能組別（英語：Community, Social and Personal Services functional constituency），是香港立法局功能組別之一，屬於當時的新九組之一，選民包括所有報稱從事公共、社會及個人服務的選民，而這定義極為廣泛，例如：從事清潔、維修，以至主權移交後仍然有立法會代表的體育及文化行業都是界別選民之一。這個組別共有248,987名選民。
公共、社會及個人服務界功能組別在1997年香港主權移交後廢除。
主權移交後，公共、社會及個人服務界功能組別沒有被任何相似的組別取代，間接令24萬選民失去功能組別的投票權。

## 歷任議員
| 屆別 | 議員     | 政治聯繫 |
| 1    | 黃錢其濂 | 獨立     |

## 選舉結果
| 1995年香港立法局選舉：公共、社會及個人服務界功能組別 |        |          |        |        |
| 政黨                                                 | 政黨   | 候選名單 | 票數   | 百份比 |
|                                                      | 獨立   | 黃錢其濂 | 40,649 | 39.2   |
|                                                      | 民主黨 | 蕭賢英   | 33,596 | 32.4   |
|                                                      | 獨立   | 郭元漢   | 14,452 | 13.9   |
|                                                      | 獨立   | 簡炳墀   | 6,290  | 6.1    |
|                                                      | 獨立   | 范國華   | 2,386  | 2.3    |